# Curvatispora singaporensis
Curvatispora singaporensis är en svampart som beskrevs av V.V. Sarma & K.D. Hyde 2001. Curvatispora singaporensis ingår i släktet Curvatispora och familjen Clypeosphaeriaceae.   Inga underarter finns listade i Catalogue of Life.